# Włodzimierz Stanisław Kozłowski
Włodzimierz Stanisław Kozłowski (ur. 22 lipca 1890 w Kwasowie, zm. ?) – kapitan Wojska Polskiego, działacz niepodległościowy, kawaler Orderu Virtuti Militari.

## Życiorys
Urodził się w rodzinie ziemiańskiej Stanisława – uczestnika powstania z 1863 i Heleny z Gottszalków. Po ukończeniu szkoły realnej w Tarnowie rozpoczął studia we Lwowie. 2 kwietnia 1912 wstąpił do Związku Strzeleckiego. 5 sierpnia 1914 wraz z lwowską kompanią „Strzelca” wyruszył do Krakowa by wstąpić do tworzonych Legionów Polskich. Walczył w szeregach 1, a następnie 5 pułku piechoty I Brygady Legionów Polskich. Brał udział w walkach pod Korczynem (16 – 24 września 1914), nad Wisłą i Chlewem. Wyróżnił się tam odwagą i poświęceniem za co został odznaczony orderem wojskowym „Virtuti Militari" V klasy. Po kryzysie przysięgowym wstąpił do Polskiej Organizacji Wojskowej w miechowskim. W listopadzie 1918 brał czynny udział w rozbrajaniu Austriaków w Krakowie i powiecie miechowskim. 15 listopada jako ochotnik znalazł się w grupie pułkownika Norwid-Neugebauera. 1 grudnia 1918 Edward Rydz-Śmigły mianował go podporucznikiem i wyznaczył na stanowisko dowódcy oddziału sztabowego Dowództwa Okręgu Generalnego „Kielce”. 1 grudnia 1919 został przeniesiony do Dowództwa Okręgu Generalnego „Poznań”. Po ukończeniu Szkoły Podchorążych Artylerii w Poznaniu, 1 lipca 1920 został przydzielony do baterii zapasowej 14 pułku artylerii polowej wielkopolskiej. Brał udział w wojnie polsko-bolszewickiej. Po zakończeniu działań wojennych pozostał w wojsku. 1 lipca 1925 awansował do stopnia kapitana. W 1926 został przeniesiony z 14 pap do Korpusu Kadetów nr 3 w Rawiczu na stanowisko wykładowcy. W 1934 został komendantem I Okręgowego Urzędu WF i PW DOK I. 1 stycznia 1939 przeszedł w stan spoczynku. Zginął po 3 września 1939.    

## Życie prywatne
Żonaty z Jadwigą Zofią Chwałek. Miał syna – Jerzego Zygmunta (ur. 4 marca 1917, oficer Wojska Polskiego) i córkę – Krystynę Barbarę (ur. 5 lipca 1925). Jadwiga Kozłowska była sanitariuszką w Legionach Polskich.

## Ordery i odznaczenia
- Krzyż Srebrny Orderu Wojskowego Virtuti Militari nr 6595 – 17 maja 1922[4][7][3][5]
- Krzyż Niepodległości – 13 kwietnia 1931 „za pracę w dziele odzyskania niepodległości"[5][8][9]
- Krzyż Walecznych[5] [9]
- Srebrny Krzyż Zasługi[5]
- Medal Pamiątkowy za Wojnę 1918–1921[9]
- Medal Dziesięciolecia Odzyskanej Niepodległości[9]